# Pancé
Pancé ist eine französische Gemeinde mit 1.171 Einwohnern (Stand: 1. Januar 2022) im Département Ille-et-Vilaine in der Region Bretagne. Sie gehört zum Kanton Bain-de-Bretagne im Arrondissement Redon.

## Geographie
Sie grenzt im Nordwesten an Crevin, im Nordosten an Le Petit-Fougeray, im Osten an Le Sel-de-Bretagne, im Südosten an La Bosse-de-Bretagne, im Süden an Bain-de-Bretagne, im Südwesten an Pléchâtel und im Westen an Poligné. Das Siedlungsgebiet befindet sich auf ungefähr 90 Metern über Meereshöhe.

## Bevölkerungsentwicklung
| Jahr      | 1962 | 1968 | 1975 | 1982 | 1990 | 1999 | 2007 | 2013 |
| --------- | ---- | ---- | ---- | ---- | ---- | ---- | ---- | ---- |
| Einwohner | 781  | 725  | 689  | 763  | 794  | 964  | 1118 | 1154 |

## Sehenswürdigkeiten

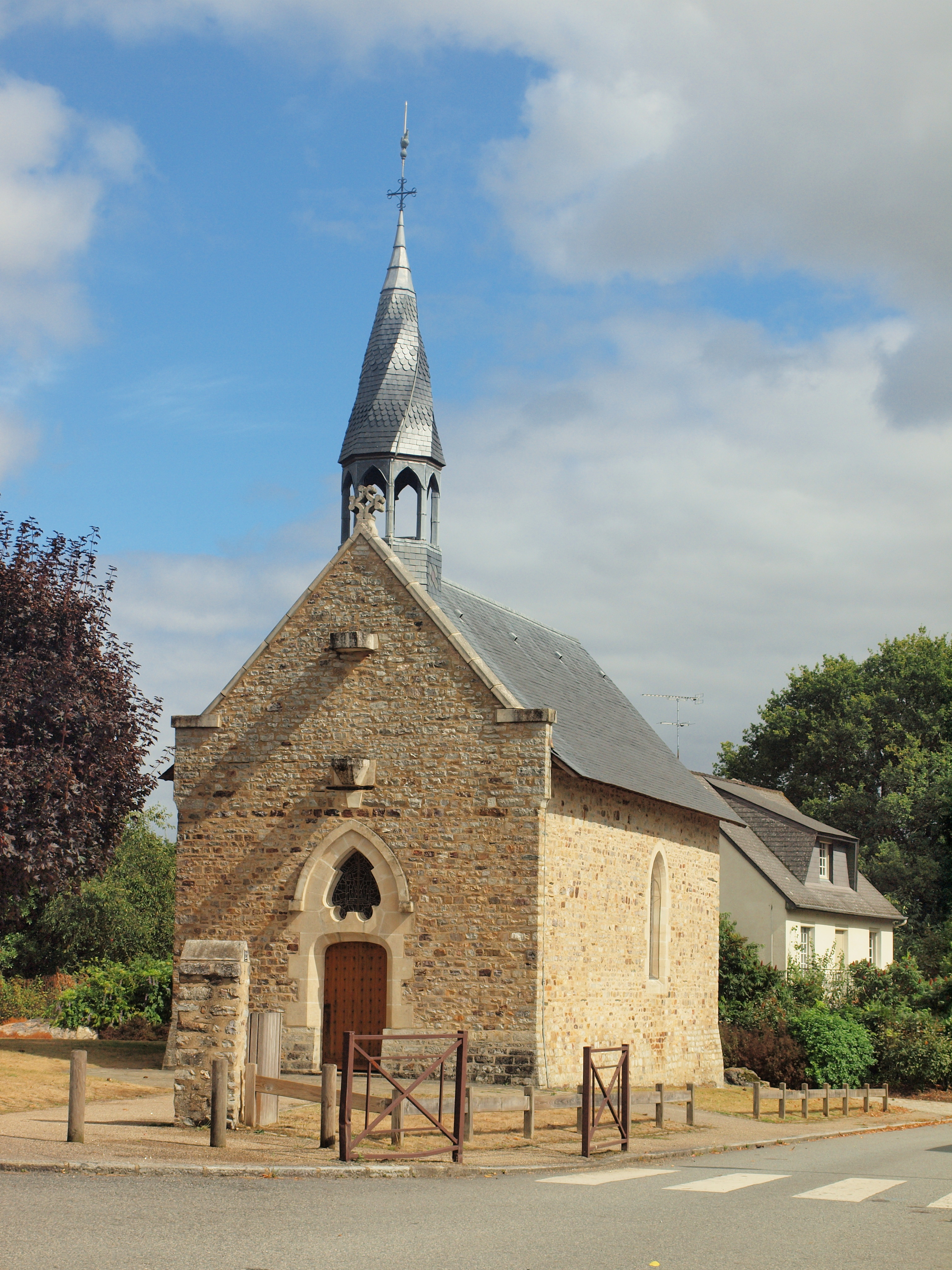
Kapelle Saint-Melaine
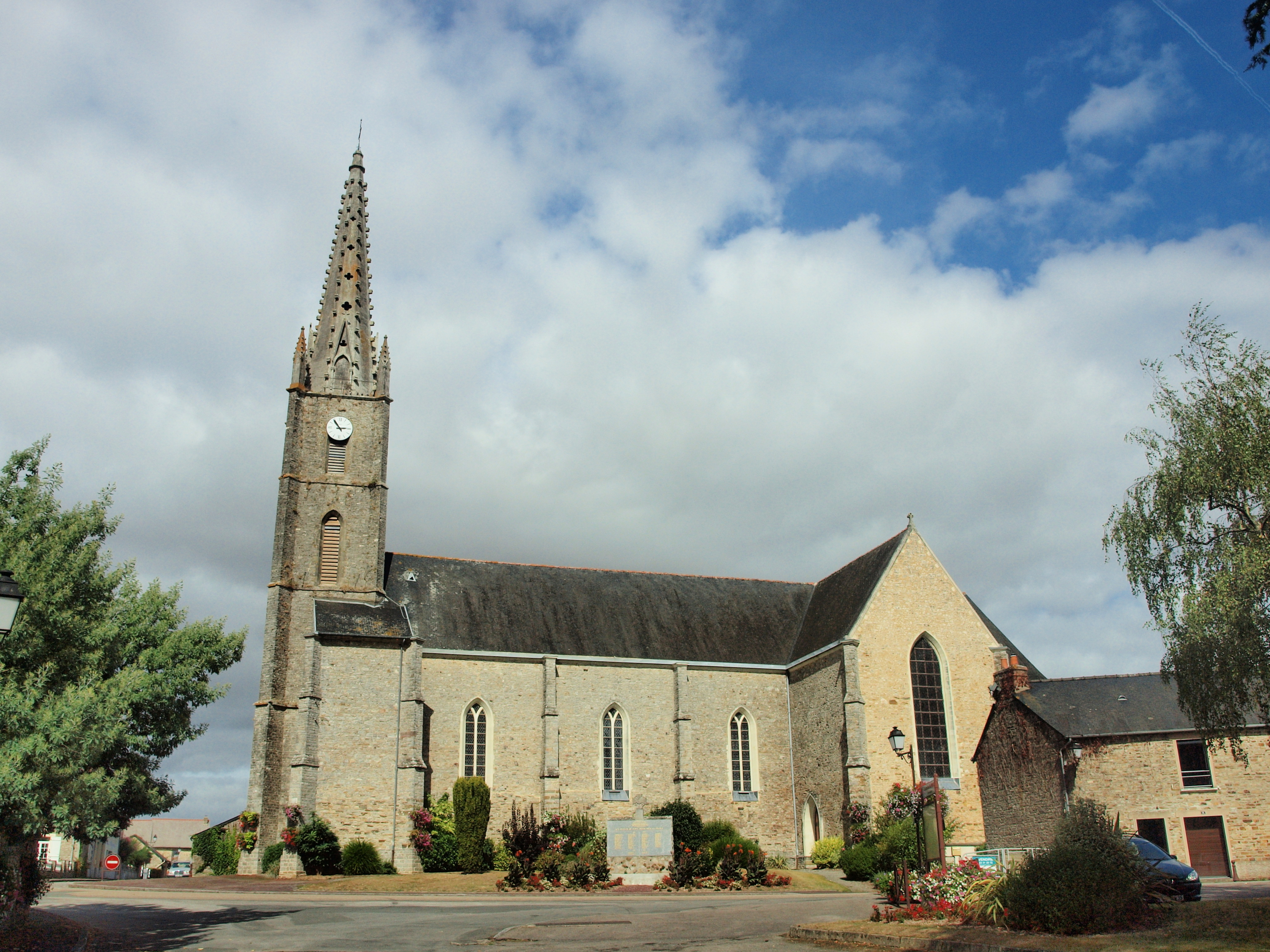
Kirche Saint-Martin
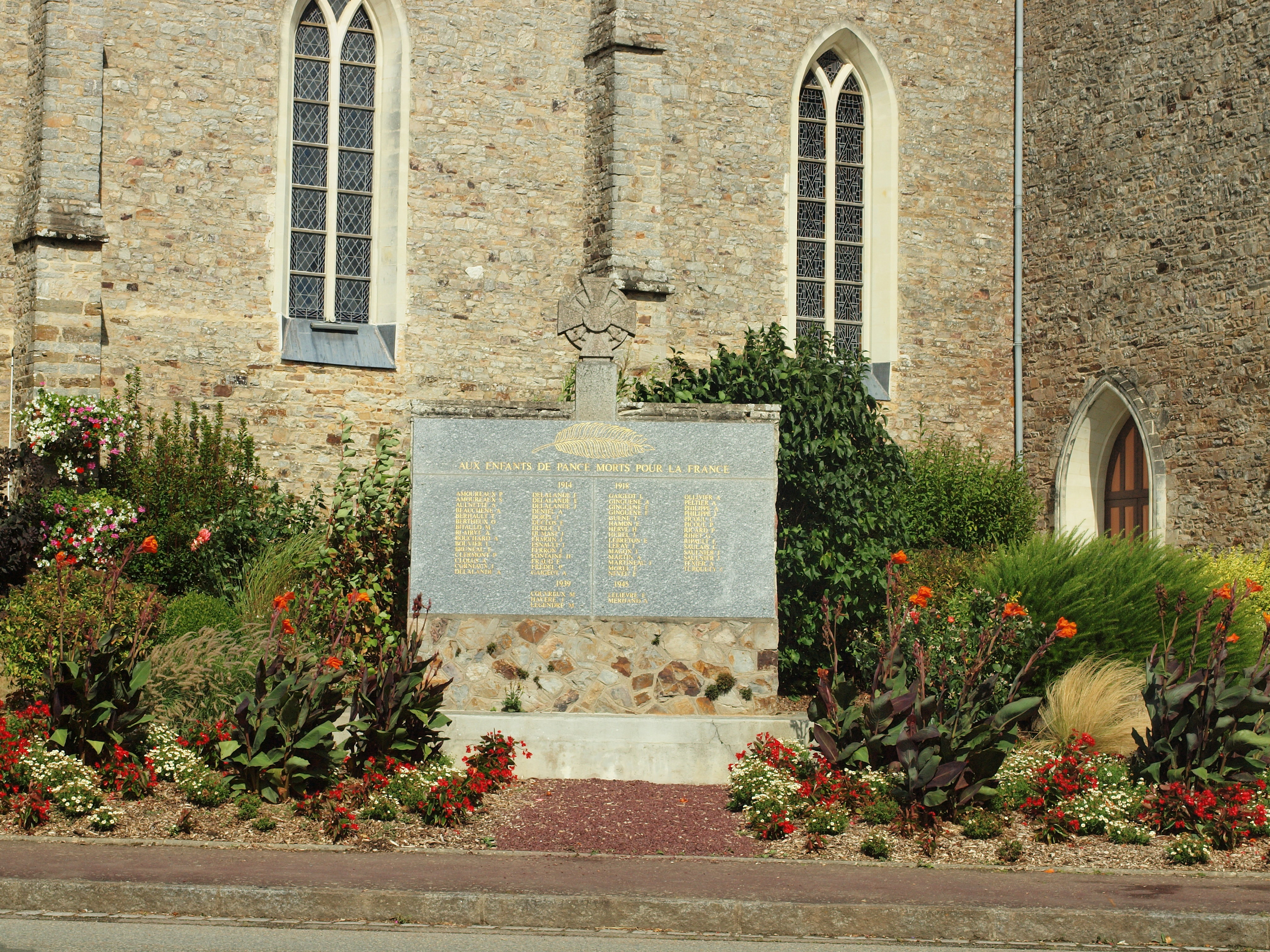
Kriegerdenkmal

- Kapelle Saint-Melaine
- Kirche Saint-Martin
- Kriegerdenkmal